# Choceňská brána (Vysoké Mýto)
Choceňská brána, lidově zvaná „Karaska“, je vysoká hranolová věž pocházející pravděpodobně ze 13. století, která tvořila severovýchodní nároží městských hradeb Vysokého Mýta.
Její masivní čtyřboká konstrukce se čtvercovou základnou o délce 9 metrů a výškou 22 metrů (bez báně) je zhotovena z lámané neomítnuté opuky, přičemž její základy dosahují síly téměř dvou metrů. Věž je jedinečnou ukázkou fortifikací středověkého města a zároveň dokladem stavebního vývoje a vysoké úrovně tehdejších obranných prací.

## Historický vývoj
Věž byla původně součástí složitého soustavy obranných prvků, zahrnujícího vnější bránu v náspu, vnitřní bránu a menší vedlejší věž. Původní vnější brána byla zrušena roku 1808, vnitřní brána spolu s vedlejší věží vybavenou šnekovým schodištěm byla zbourána po požáru v roce 1844.
Dochovala se pouze hlavní hranolová věž, která od roku 1781 nese barokní cibulovitou báň s lucernou, jež prošla opravami v letech 1827 a 1867. Věž byla několikrát poškozena požáry v letech 1569, 1700 a 1774. Městské knihy zaznamenávají četné opravy zejména v období 1617 až 1630. V roce 1619 sloužila věž nejen jako součást opevnění, ale i jako zvonice a vězení. Až do roku 1700 zde měl byt také městský hlásný, později byla část prostoru využívána jako sklad střelného prachu. Průchod ve věži byl zbudován v letech 1939 až 1940.

## Popis
Stavba má v přízemí kamenné kvádry na nárožích, mezi patry členěné kamenné kvádry a vytvarovanou korunní římsu. Na průčelí do ulice je okno zakončeno lomeným obloukem, nad ním pak obdélné se sešikmeným ostěním, v druhém patře čtvercové okenní otvor. Na straně do náměstí se nachází obdélné okno s kamenným ostěním, na nároží pak zbytek kamenného chrliče pravděpodobně ve tvaru jezdce. U vchodu do ulice je umístěna pamětní deska s nápisem o zbourání brány a opravách báně v 19. století. Uvnitř se nacházejí dřevěné povalové stropy a v druhém patře hrotitý otvor vedoucí do úzké komůrky.

## Zdroje
- Wirth, Zdeněk. Soupis památek historických a uměleckých v politickém okresu  Vysokomýtském. Praha: 1902. Dostupné online
- Emanuel Poche (ed.): Umělecké památky Čech, díl 4, svazek T–Ž. Praha: Academia, 1982.
- Národní památkový ústav. „Městské opevnění“. Památkový katalog. [online]. Dostupné  z: https://pamatkovykatalog.cz/mestske-opevneni-20054960Památkový Katalog
- Národní památkový ústav. „Brána Choceňská“. Památkový katalog. [online]. Dostupné z: https://pamatkovykatalog.cz/brana-chocenska-20054634